# リスボンメトロ青線
リスボンメトロ 青線（Linha Azul）は、ポルトガル リスボンのリスボンメトロ（リスボン地下鉄）の路線。総延長約13km 駅数17駅であり、リスボンメトロで唯一、全線が地下路線である。そのほか、バイシャ＝シアード駅付近で緑線との連絡線316mがある。別名 かもめ線（Linha de Gaivota）、かつてはA線と呼ばれていた。

## 歴史
青線は1959年12月29日に（当時はセテ・リオス駅と呼ばれた）ジャルディン・ズロジコ駅及びエントレ・カンポス駅からマルケス・デ・ポンバル駅で合流しレスタウラドーレス駅までの間で開業した。1966年から1972年にかけてレスタウラドーレス駅からロシオ駅、アラメダ駅、アレエイロ駅を経由して、アルヴェラーデ駅まで延伸した。
1995年にはマルケス・デ・ポンバル駅から分岐していた路線を切り離して黄色線として分離し、リスボンメトロが2路線体制となった。1997年にはポンティーニャ駅まで延伸し、さらに同年末にはバイシャ＝シアード駅でロシオ駅から先を切り離して緑線として分離した。
2004年にはリスボンメトロで初めて市境を越えてポンティーニャ駅からアマドーラ・エステ駅まで延伸した。2004年に、バイシャ＝シアード駅からサンタ・アポローニャ駅まで延伸し現在に至っている。

## 路線
| uKBHFa |

| uBHF |

| uBHF |

| uBHF |

| d | uvBHF-KBHFa |

| d | uvBHF |

| d | uvBHF |

| BAHN | uvBHF | d |

| d | uvBHF |

|  |  | dSTRq |

| d | uvBHF |

| STRq yellow |  | dSTRq yellow |

| d | uvBHF |

| BAHN | uvBHF | d |

| fSTRq |  | fdSTRq |

| BOOT | uvBHF | d |

| BAHN | uvKBHFe | d |

| uKBHFa |

| uBHF |

| uBHF |

| uBHF |

| d | uvBHF-KBHFa |

| d | uvBHF |

| d | uvBHF |

| BAHN | uvBHF | d |

| d | uvBHF |

|  |  | dSTRq |

| d | uvBHF |

| STRq yellow |  | dSTRq yellow |

| d | uvBHF |

| BAHN | uvBHF | d |

| fSTRq |  | fdSTRq |

| BOOT | uvBHF | d |

| BAHN | uvKBHFe | d |

2014年冬ダイヤ現在、平日昼間の運転間隔は6分55秒毎、朝の通勤時間帯は4分55秒毎、夕方の通勤時間帯は5分20秒毎、始発は6時30分発、終電は1時15分着である。また、休日の運行間隔は昼間8分45秒毎である。